# Claude Durieux
Claude Durieux (Erbisœul, 25 september 1945) is een Belgisch PS-politicus. Hij was gouverneur van Henegouwen van 2004 tot 2012.

## Loopbaan
- 1973-1980: voorzitter van het OCMW van Jurbeke.
- 1981-2004: gedeputeerde in Henegouwen.
- 2004-2012: gouverneur van Henegouwen, vanaf 1 augustus 2004.
- 1989- 2004: voorzitter van de Fédération de Mons-Borinage van de PS.
- Voorzitter van de Association Grand-Hornu/Images et du Musée des Arts contemporains de la Communauté française (Mac's) sur le site du Grand-Hornu.

Het is dankzij de inspanningen geleverd door gedeputeerde Durieux dat de provincie Henegouwen de site Le Grand-Hornu kon aankopen en er nieuwe bestemmingen kon aan geven.
- Système universitaire de documentation: 147912261
- Virtual International Authority File: 200169186